# Alde Manuce
Pour les articles homonymes, voir Aldo Manuzio et Alde.
Alde Manuce (en italien : Aldo Manuzio, en latin : Aldus Manutius), né en 1449 à Bassiano dans les Marais pontins et mort le 6 février 1515 à Venise, est un imprimeur-libraire italien installé à Venise, qui a joué un rôle décisif dans la diffusion de la culture humaniste de la Renaissance dans la péninsule italienne, et particulièrement de la littérature grecque. Il est surnommé Alde l’Ancien, pour le distinguer de son petit-fils Alde Manuce le Jeune.

## Biographie
En 1494, Manuce ouvre son imprimerie à Venise. Il travaille avec de nombreux collaborateurs ; parmi eux, Andrea Torresano, l'un des éditeurs vénitiens les plus célèbres depuis les années 1480 et dont il épouse la fille, Maria, en 1505. Torresani lui procure la maîtrise technique complétée par celle des caractères gravés par le tailleur de poinçons bolonais, Francesco Griffo.
Dès ses premiers livres non datés ainsi que son premier livre daté, une grammaire grecque, Alde Manuce imprime en grec. L'impression en grec est difficile à mettre en place, quoique des mots grecs soient présents dans les premiers livres imprimés en Italie, à Subiaco, dès 1465. Au moment où Alde Manuce commence son activité, les imprimeurs maîtrisent les accents et les esprits (rude ou doux) nécessaires à la compréhension du texte. Ils cherchent encore trop souvent à reproduire les ligatures des manuscrits, ce qui demande un grand nombre de caractères.
Alde Manuce utilise dans sa carrière quatre fontes grecques successives (en 1495, 1496, 1499 et 1502), gravées pour lui par Francesco Griffo, qui utilise comme modèles les écritures d'érudits grecs réfugiés. Ces caractères cursifs furent les plus imités et firent disparaître les styles d'écriture, copiés sur les manuscrits byzantins, qui avaient perduré.
En 1505, Manuce épouse la fille du maître imprimeur Andrea Torresano d'Asola, avec lequel il s'associe. Manuce s'associa aussi avec son ancien élève Alberto III Pio, seigneur de Carpi, qui n'est autre que le neveu de Pic de la Mirandole. L'argent était géré par la plus grande banque siennoise de l'époque, la banque Chigi.
On doit à Alde Manuce l'impression de nombreux ouvrages importants, ainsi que les progrès faits en imprimerie. Le premier, en effet, en 1501, il utilisa les caractères italiques, au moment où il lançait l'édition de petits ouvrages in-octavo plus petits, moins chers et plus maniables que les in-quarto ou in-folio. Ces caractères penchés, gravés par Griffo, mettent davantage de texte dans une seule page.
Alde Manuce reçoit aussi l'aide de nombreux érudits ayant fui l'Empire byzantin après sa conquête par les Ottomans. Ces érudits grecs, Marcus Musurus, Arsène Apostolios, Démétrios Doucas et Janus Lascaris, préparent pour Alde ses éditions grecques et participent à l'Académie qu'il crée.
Avec l'aide de ce groupe d'humanistes, Alde Manuce publie de nombreux ouvrages importants, parmi lesquels la plus ancienne édition d'Hérodote en grec en 1502, les editiones principes de la Rhétorique et de la Poétique d'Aristote, les œuvres d'Aristote en quatre volumes, les comédies d'Aristophane, le Secundi Novocomensis Epistolarum libri de Pline le Jeune, ainsi que des outils pour l'apprentissage de la langue : grammaires grecques (il en écrivit une lui-même qui fut éditée par ses presses après sa mort), auteurs grecs utilisés pour l'étude de la langue. Il publie au total plus de 130 titres.
Son chef-d'œuvre typographique reste l’Hypnerotomachia Poliphili attribué à Francesco Colonna, paru en 1499 et souvent cité[Où ?] comme l’un des plus beaux incunables de la Renaissance. Ce texte, récit en néo-latin des songes de Poliphile amoureux, est en effet accompagné de très nombreuses gravures et sa mise en page représente l'apogée du travail d'Alde Manuce dans la combination du visuel et du textuel.
Aucune des œuvres publiées par Alde Manuce ne l'est dans un but lucratif, toutes les œuvres sont humanistes[réf. nécessaire]. La marque typographique de cet éditeur représente un dauphin s'enroulant autour d'une ancre, symbolisant l'ancien adage Festina lente (« Hâte-toi lentement »).
Après sa mort, ses presses furent reprises par son beau-frère et son beau-père, les Torresani d'Asola, puis, à partir de 1533, par son fils Paul Manuce. Son petit-fils Alde le Jeune fut lui-même imprimeur.
La qualité de conservation de ses livres imprimés est telle que deux cents années après sa mort, certains d'entre eux ont été trouvés à l'état neuf[réf. nécessaire].

## Galerie

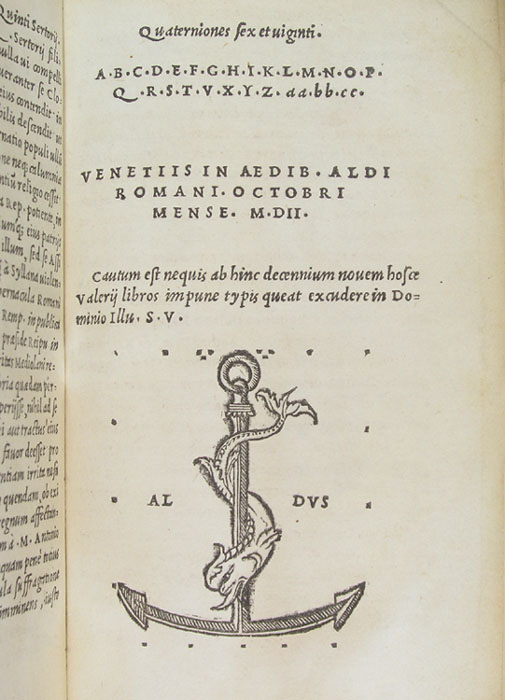
Page de titre d'une aldine avec la marque typographique à l'ancre et au dauphin (Venise, 1502).
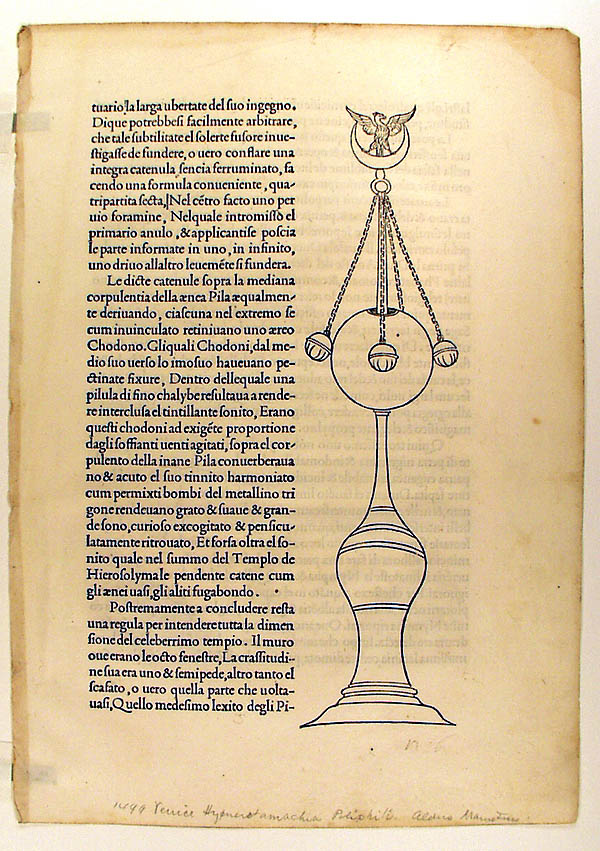
Page de l'Hypnerotomachia Poliphili (Venise, 1499).
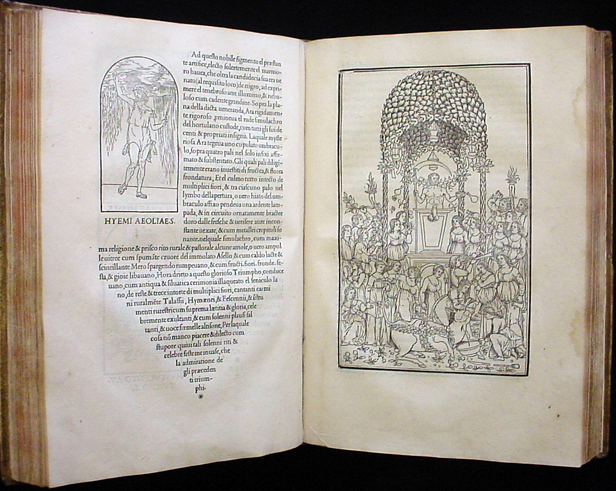
Double page de l'Hypnerotomachia Poliphili.
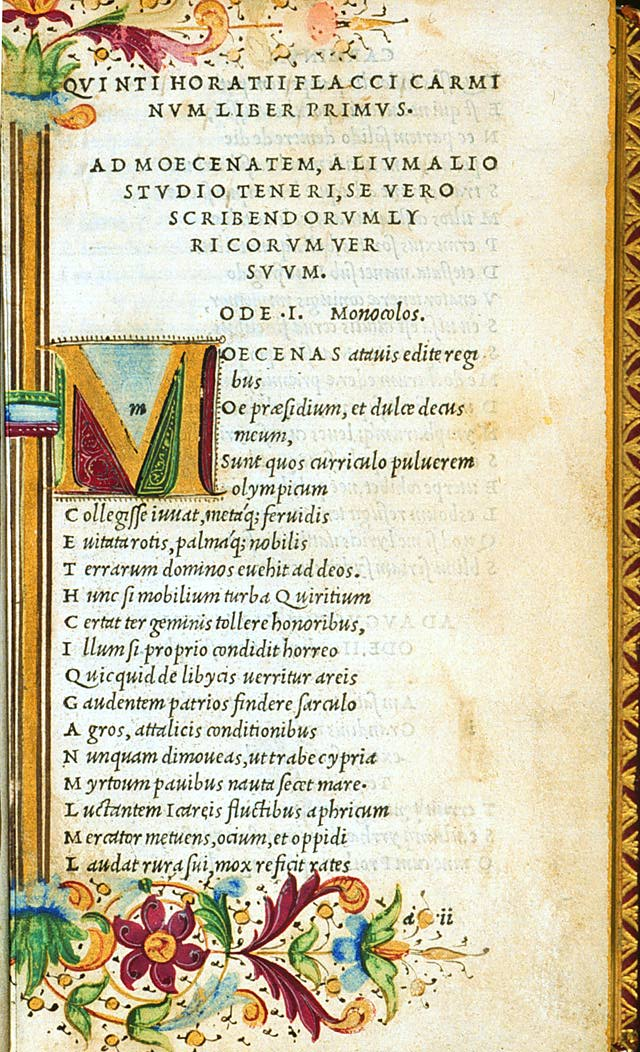
Page des Odes d'Horace, avec texte en italiques imitant la cursive (Venise, 1501) [exemplaire enluminé].

### Portrait gravé
- Portrait d'Alde Manuce, gravé par Martinus Sibenicensis Rota (1520?-1583)